# Minnebøssen

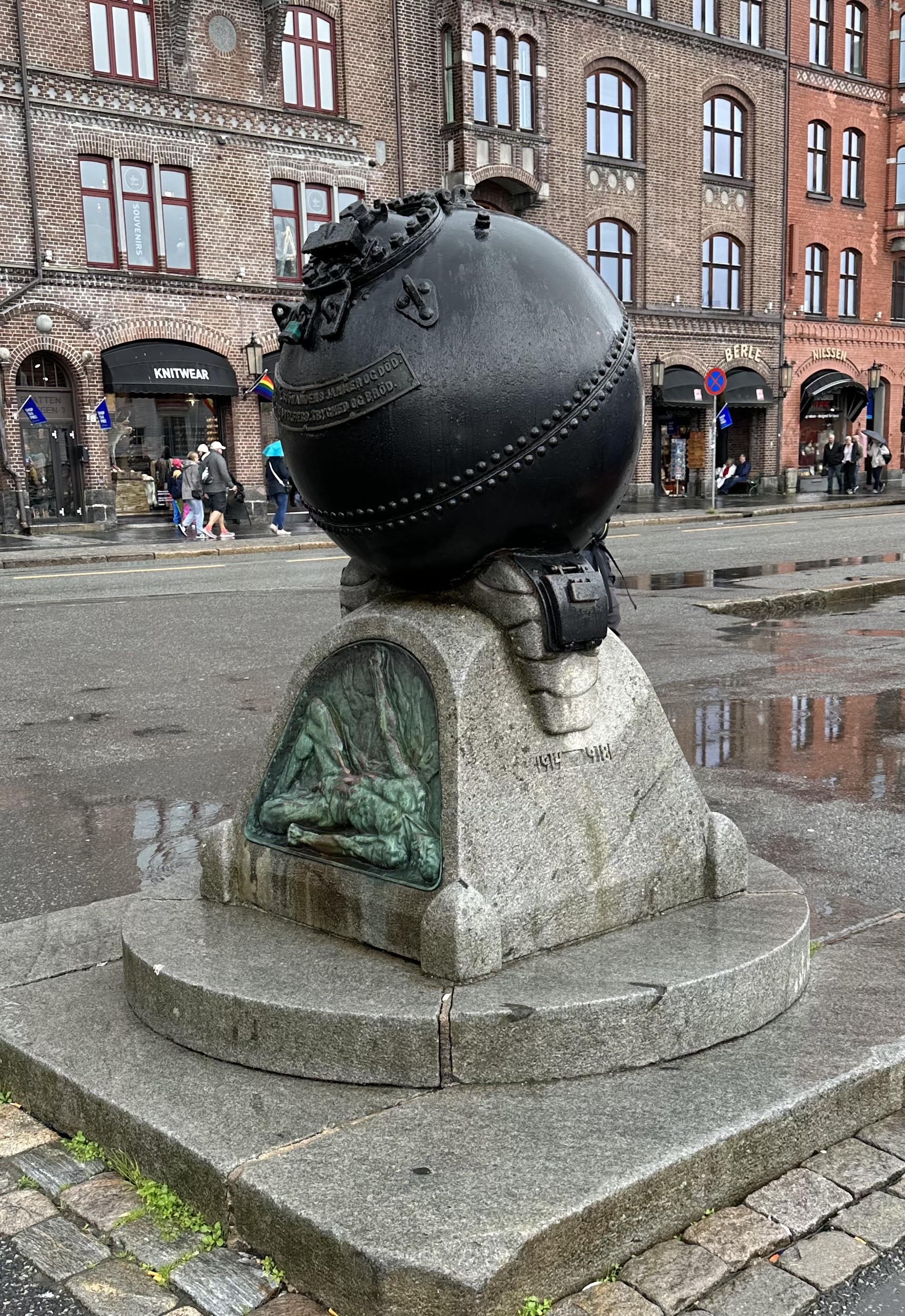
Minnebøssen, 2023

Minnebøssen ist ein Denkmal für die im Ersten Weltkrieg gefallenen norwegischen Seeleute in der norwegischen Stadt Bergen.
Das Denkmal befindet sich in der Bergener Innenstadt am Ostufer des Hafens Vågen an der Straße Bryggen, gegenüber der Einmündung der Lodins Lepps Gate.
Geschaffen wurde das Denkmal vom Künstler Sofus Madsen, die Enthüllung erfolgte am 6. Februar 1921. Das Denkmal besteht aus einer auf einem Sockel aufgestellten Seemine. An der nordwestlichen und der südöstlichen Seite des Sockels sind Reliefe mit bildlichen Darstellungen angebracht. An den anderen Seiten befinden sich inschriftlich die Jahreszahlen 1914–1918. Eine weitere Inschrift befindet sich direkt auf der Seemine an ihrer Nordwestseite.
Finanziert wurde das Denkmal von der Bergen Skipperforening und weiteren Seefahrtsverbänden.
Neben der Gedenkfunktion wurde mit dem Denkmal auch Geld für die Hinterbliebenen der Gefallenen gesammelt.